# Fontaine-le-Puits
Fontaine-le-Puits este o comună în departamentul Savoie din sud-estul Franței. În 2009 avea o populație de 139 de locuitori.

## Evoluția populației
| An        | 1975 | 1982 | 1990 | 1999 | 2006 | 2009 |
| --------- | ---- | ---- | ---- | ---- | ---- | ---- |
| Populație | 89   | 92   | 108  | 121  | 135  | 139  |